# Oriand Abazaj
Oriand (Orjand) Abazaj (ur. 17 stycznia 1986 w Tiranie) – albański piłkarz, w latach 2006–2007 członek albańskiej reprezentacji U-21.